# Japon aux Jeux olympiques d'hiver de 1998
Le Japon participe aux Jeux olympiques d'hiver de 1998, organisés à Nagano au Japon. C'est la deuxième fois que ce pays accueille les Jeux d'hiver, après ceux de Sapporo en 1972. La délégation japonaise, formée de 156 athlètes (92 hommes et 64 femmes) concourt dans l'ensemble des disciplines proposées lors de la manifestation. Elle obtient dix médailles (cinq d'or, une d'argent et quatre de bronze) et se classe au septième rang du tableau des médailles.

## Médaillés
| Médaille                            | Nom                                                          | Discipline                           | Épreuve                       |
| ----------------------------------- | ------------------------------------------------------------ | ------------------------------------ | ----------------------------- |
| Médaille d'or, Jeux olympiques      | Kazuyoshi Funaki                                             | Saut à ski                           | Grand tremplin (H)            |
| Médaille d'or, Jeux olympiques      | Kazuyoshi Funaki Masahiko Harada Takanobu Okabe Hiroya Saito | Saut à ski                           | Grand tremplin par équipe (H) |
| Médaille d'or, Jeux olympiques      | Takafumi Nishitani                                           | Patinage de vitesse sur piste courte | 500 mètres (H)                |
| Médaille d'or, Jeux olympiques      | Tae Satoya                                                   | Ski acrobatique                      | Bosses (F)                    |
| Médaille d'or, Jeux olympiques      | Hiroyasu Shimizu                                             | Patinage de vitesse                  | 500 mètres (H)                |
| Médaille d'argent, Jeux olympiques  | Kazuyoshi Funaki                                             | Saut à ski                           | Tremplin normal (H)           |
| Médaille de bronze, Jeux olympiques | Masahiko Harada                                              | Saut à ski                           | Grand tremplin (H)            |
| Bronze                              | Tomomi Okazaki                                               | Patinage de vitesse                  | 500 mètres (F)                |
| Bronze                              | Hiroyasu Shimizu                                             | Patinage de vitesse                  | 1 000 mètres (H)              |
| Bronze                              | Hitoshi Uematsu                                              | Patinage de vitesse sur piste courte | 500 mètres (H)                |